# Manaus flygplats
Manaus internationella flygplats – Eduardo Gomes (portugisiska: Aeroporto Internacional de Manaus – Eduardo Gomes) är en flygplats i Manaus i Amazonas i Brasilien.
Eduardo Gomes (1896–1981) var en flygare, militär och politiker. 

## Olyckor
- 30 september 2006 - Gol Transportes Aéreos Flight 1907, från Manaus till Rio de Janeiro  via Brasília kolliderade i luften med ett mindre flygplan av typen Embraer Legacy. Alla 154 passagerare samt hela besättningen omkom, medan den skadade Embraer Legacy landade säkert med dess sju personer oskadade.[4][5]